# 上海苏河湾万象天地
上海苏河湾万象天地是位於中華人民共和國上海市静安区福建北路100號的一個商业综合体，由华润置地与信德集团联合投資。上海苏河湾万象天地擁有6万平方米开放式商业空间、4.2万平方米城市中心绿地、慎余里以及上海天后宫。上海苏河湾万象天地於2022年10月13日開幕。